# Brereton Jones
Brereton Chandler Jones, född 27 juni 1939 i Gallipolis, Ohio, död 18 september 2023 i Midway, Kentucky, var en amerikansk politiker (republikan fram till 1975 och demokrat efter 1975). Han var Kentuckys guvernör 1991–1995.
Jones föddes i Gallipolis, Ohio men växte upp i Point Pleasant, West Virginia. Han utexaminerades 1961 från University of Virginia. Han var ledamot av West Virginias delegathus 1965–1968. År 1975 flyttade han till Kentucky och bytte parti från republikanerna till demokraterna.
Jones tillträdde 1987 som Kentuckys viceguvernör. År 1991 efterträdde han sedan Wallace G. Wilkinson som guvernör och efterträddes 1995 i guvernörsämbetet av Paul E. Patton.